# Mistrzostwa Świata w Piłce Nożnej 2022 (eliminacje strefy OFC)
Eliminacje do Mistrzostw Świata w Piłce Nożnej 2022 w strefie OFC, które odbyły się w Katarze.

## Format
Format eliminacji do Mistrzostw Świata w Piłce Nożnej 2022 w strefie OFC był wielokrotnie zmieniany, a start rozgrywek przekładany. Działo się tak z powodu pandemii COVID-19. Ostatecznie, 21 listopada 2021, ogłoszono oficjalne zasady turnieju, jego uczestników i miejsce rozegrania kwalifikacji. Do rozgrywek przystąpi 9 z 11 drużyn zrzeszonych w OFC (wycofały się reprezentacje: Samoa oraz Samoa Amerykańskiego). Wszystkie mecze odbędą się w marcu 2022 w Katarze. W rundzie eliminacyjnej wystąpią dwie najniżej rozstawione drużyny, Tonga oraz Wyspy Cooka. Zwycięzca tego meczu awansuje do 1. rundy. Tam 8 zespołów zostało podzielone na dwie czterozespołowe grupy. Każdy rozegra z każdym po jednym meczu. Drużyny z pierwszego i drugiego miejsca awansują do 2. rundy. Tam odbędą się półfinały, a wygrani tych meczów trafią do finału. Zwycięzca całego turnieju trafia do baraży interkontynentalnych.

## Uczestnicy
| Zespoły zaczynające od pierwszej rundy | Zespoły zaczynające od meczu kwalifikacyjnego | Zespoły, które zrezygnowały z udziału      |
| --- | --------------------------------------------- | ------------------------------------------ |
| 1. Nowa Zelandia (110) 2. Wyspy Salomona (141) 3. Nowa Kaledonia (153) 4. Tahiti (159) 5. Fidżi (161) 6. Vanuatu (163) 7. Papua-Nowa Gwinea (164) | 1. Tonga (199) 2. Wyspy Cooka (nkl.)          | 1. Samoa Amerykańskie (190) 2. Samoa (193) |

## Terminarz
| Runda               | Termin        |
| ------------------- | ------------- |
| Mecz kwalifikacyjny | 13 marca 2022 |

| Runda          | Nr kolejki | Termin           |
| -------------- | ---------- | ---------------- |
| Pierwsza runda | 1.         | 17-18 marca 2022 |
| Pierwsza runda | 2.         | 20-21 marca 2022 |
| Pierwsza runda | 3.         | 24 marca 2022    |

| Runda       | Faza      | Termin        |
| ----------- | --------- | ------------- |
| Druga runda | Półfinały | 27 marca 2022 |
| Druga runda | Finał     | 30 marca 2022 |

## Mecz kwalifikacyjny
| 13 marca 2022 18:00 CET | Tonga | Raport | Wyspy Cooka | Grand Hamad Stadium, Doha |
|                         |       |        |             |                           |

## Pierwsza runda

### Grupa A
| Lp. | Drużyna        | M | Mecze | Mecze | Mecze | Bramki | Bramki | Bramki | Pkt |
| Lp. | Drużyna        | M | W     | R     | P     | +      | −      | +/−    | Pkt |
| --- | -------------- | - | ----- | ----- | ----- | ------ | ------ | ------ | --- |
| 1.  | Wyspy Salomona | 1 | 1     | 0     | 0     | 3      | 1      | +2     | 3   |
| 2.  | Tahiti         | 1 | 0     | 0     | 1     | 1      | 3      | −2     | 0   |
| 3.  | Wyspy Cooka    | 0 | 0     | 0     | 0     | 0      | 0      | 0      | 0   |
| 4.  | Vanuatu        | 0 | 0     | 0     | 0     | 0      | 0      | 0      | 0   |

| 17 marca 2022 15:00 CET | Wyspy Cooka | 0:2Raport | Wyspy Salomona · 20' Kaua · 45+1' Hou | Grand Hamad Stadium, Doha Sędzia: David Yareboinen |
|                         |             |           |                                       |                                                    |

| 17 marca 2022 18:00 CET | Tahiti | [ c ] [ d ] | Vanuatu | Grand Hamad Stadium, Doha Sędzia: Matthew Conger |
|                         |        |             |         |                                                  |

| 20 marca 2022 15:00 CET | Wyspy Cooka | [ b ] [ e ] | Tahiti | Grand Hamad Stadium, Doha |
|                         |             |             |        |                           |

| 20 marca 2022 18:00 CET | Wyspy Salomona | [ c ] [ f ] | Vanuatu | Grand Hamad Stadium, Doha |
|                         |                |             |         |                           |

| 24 marca 2022 15:00 CET | Vanuatu | [ c ] [ b ] [ g ] | Wyspy Cooka | Qatar SC Stadium, Doha |
|                         |         |                   |             |                        |

| 24 marca 2022 15:00 CET | Wyspy Salomona · Lea‘i 20', 52', 90+6' | 3:1(1:1)Raport | Tahiti · 26' Tehau | Grand Hamad Stadium, Doha Sędzia: Matthew Conger |
|                         |                                        |                |                    |                                                  |

### Grupa B
| Lp. | Drużyna           | M | Mecze | Mecze | Mecze | Bramki | Bramki | Bramki | Pkt |
| Lp. | Drużyna           | M | W     | R     | P     | +      | −      | +/−    | Pkt |
| --- | ----------------- | - | ----- | ----- | ----- | ------ | ------ | ------ | --- |
| 1.  | Nowa Zelandia     | 3 | 3     | 0     | 0     | 12     | 1      | +11    | 9   |
| 2.  | Papua-Nowa Gwinea | 3 | 2     | 0     | 1     | 3      | 2      | +1     | 6   |
| 3.  | Fidżi             | 3 | 1     | 0     | 2     | 3      | 7      | −4     | 3   |
| 4.  | Nowa Kaledonia    | 3 | 0     | 0     | 3     | 2      | 10     | −8     | 0   |

| 18 marca 2022 15:00 CET | Papua-Nowa Gwinea | 0:1(0:0)Raport | Nowa Zelandia · 75' Waine | Qatar SC Stadium, Doha Sędzia: Saoud Ali Al-Adba |
|                         |                   |                |                           |                                                  |

| 18 marca 2022 18:00 CET | Nowa Kaledonia · Wetria 78' | 1:2(0:1)Raport | Fidżi · 11', 89' Nalaubu | Qatar SC Stadium, Doha Sędzia: Mohammed Ahmed Al-Shammari |
|                         |                             |                |                          |                                                           |

| 21 marca 2022 15:00 CET | Papua-Nowa Gwinea · Semmy 8' | 1:0(1:0)Raport | Nowa Kaledonia | Qatar SC Stadium, Doha Sędzia: Joel Hopken |
|                         |                              |                |                |                                            |

| 21 marca 2022 18:00 CET | Nowa Zelandia · Wood 45', 73' · Just 71' · Lewis 90+3' (k.) | 4:0(1:0)Raport | Fidżi | Qatar SC Stadium, Doha Sędzia: Salman Falahi |
|                         |                                                             |                |       |                                              |

| 24 marca 2022 18:00 CET | Nowa Zelandia · Greive 8', 45+2' · Rogerson 36' (k.) · de Jong 75' · Tuiloma 81' · Wood 83', 89' | 7:1(3:1)Raport | Nowa Kaledonia · 12' Saïko | Qatar SC Stadium, Doha Sędzia: Norbert Hauata |
|                         |                                                                                                  |                |                            |                                               |

| 24 marca 2022 18:00 CET | Fidżi · Waranaivalu 12' | 1:2(1:1)Raport | Papua-Nowa Gwinea · 45+2' Kepo · 63' Semmy | Grand Hamad Stadium, Doha Sędzia: Abdulhadi Al-Ruaile |
|                         |                         |                |                                            |                                                       |

## Druga runda
|  |                               |                   |               |                            |   |                |                |       |
|  | Półfinał                      | Półfinał          | Półfinał      |                            |   | Finał          | Finał          | Finał |
|  | Półfinał                      | Półfinał          | Półfinał      |                            |   | Finał          | Finał          | Finał |
|  | 27 marca – Doha (Grand Hamad) |                   |               |                            |   |                |                |       |
|  |                               |                   |               |                            |   |                |                |       |
|  | Wyspy Salomona                | Wyspy Salomona    | 3             |                            |   |                |                |       |
|  | Wyspy Salomona                | Wyspy Salomona    | 3             | 30 marca - Doha (Qatar SC) |   |                |                |       |
|  | Papua-Nowa Gwinea             | Papua-Nowa Gwinea | 2             |                            |   |                |                |       |
|  | Papua-Nowa Gwinea             | Papua-Nowa Gwinea | 2             |                            |   | Wyspy Salomona | Wyspy Salomona | 0     |
|  | 27 marca – Doha (Grand Hamad) |                   |               |                            |   | Wyspy Salomona | Wyspy Salomona | 0     |
|  |                               |                   | Nowa Zelandia | Nowa Zelandia              | 5 |                |                |       |
|  | Nowa Zelandia                 | Nowa Zelandia     | Nowa Zelandia | Nowa Zelandia              | 5 | 1              |                |       |
|  | Nowa Zelandia                 | Nowa Zelandia     |               |                            |   |                |                |       |
|  | Tahiti                        | Tahiti            | 0             |                            |   |                |                |       |
|  | Tahiti                        | Tahiti            | 0             |                            |   |                |                |       |

### Półfinały
| 27 marca 2022 16:00 CEST | Wyspy Salomona · Hou 33', 66' · Lea‘i 71' | 3:2(1:1)Raport | Papua-Nowa Gwinea · 24' Komolong · 88' Kepo | Grand Hamad Stadium, Doha Widzów: 0 Sędzia: Mohammed Abdulla Hassan Mohamed |
|                          |                                           |                |                                             |                                                                             |

| 27 marca 2022 19:30 CEST | Nowa Zelandia · Cacace 71' | 1:0(0:0)Raport | Tahiti | Grand Hamad Stadium, Doha Widzów: 0 Sędzia: Abdulrahman Al-Jassim |
|                          |                            |                |        |                                                                   |

### Finał
| 30 marca 2022 19:00 CEST | Wyspy Salomona | 0:5(0:2)Raport | Nowa Zelandia · 23', 70' Tuiloma · 35' Wood · 50' Bell · 90+1' Garbett | Qatar SC Stadium, Doha Sędzia: Nawaf Szukr Allah |
|                          |                |                |                                                                        |                                                  |

## Strzelcy
5 goli
- Chris Wood

4 gole
- Raphael Lea‘i

3 gole
- Bill Tuiloma

2 gole
- Sairusi Nalaubu
- Alex Greive
- Ati Kepo
- Tommy Semmy
- Alwin Hou

1 gol
- Tevita Waranaivalu
- Jean-Philippe Saïko
- Jordan Wetria
- Joe Bell
- Liberato Cacace
- Matthew Garbett
- Andre de Jong
- Elijah Just
- Clayton Lewis
- Logan Rogerson
- Ben Waine
- Alwin Komolong
- Alvin Tehau